# Borgs ekhagar

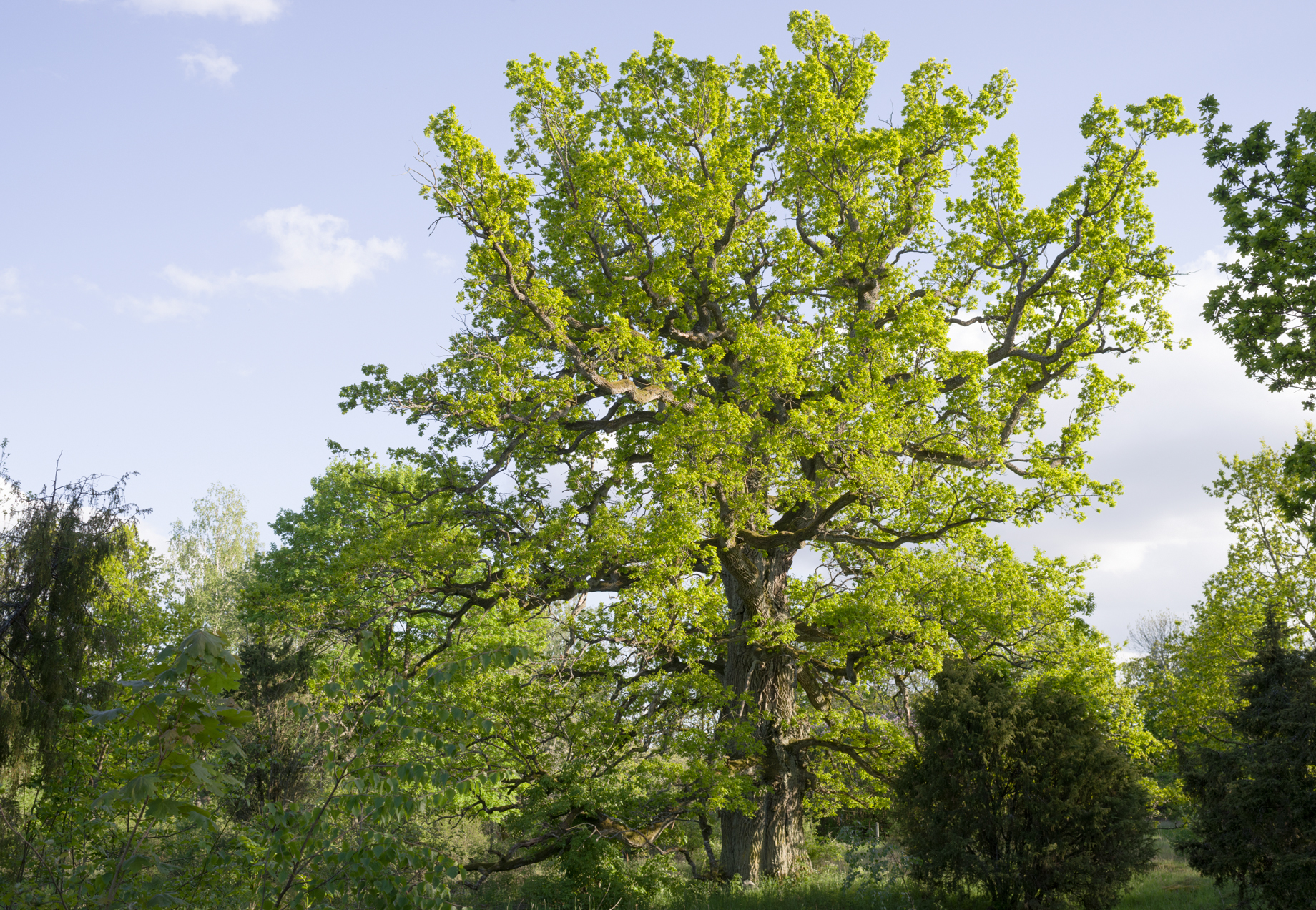
Ekar dominerar detta reservat

Borgs ekhagar är ett naturreservat i Norrköpings kommun i Östergötlands län.
Området är naturskyddat sedan 2000 och är 17 hektar stort. Reservatet ligger på båda sidan vägen sydväst om Borgs kyrka. Reservatet består av öppna ekhagmarker.